# Usťuženský rajón
Usťuženský rajón (rusky Устюженский район) je jeden z rajónů Vologdské oblasti v Rusku. Jeho administrativním centrem je město Usťužna. V roce 2010 zde žilo 19 716 obyvatel.

## Geografie
Rajón leží na jihozápadě Vologdské oblasti. Hraničí s Tverskou a Novgorodskou oblastí. Jeho rozloha je 3600 km². Skládá se z deseti samosprávných obecních obvodů, z toho je jeden městský a devět vesnických.
Sousední rajóny:
- sever – Babajevský rajón
- severovýchod – Kadujský rajón
- východ – Čerepovecký rajón
- jihovýchod – Vesjegonský rajón (Tverská oblast)
- jih – Sandovský rajón (Tverská oblast)
- jihozápad – Pestovský rajón (Novgorodská oblast)
- západ – Čagodoščenský rajón